# Indywidualne Mistrzostwa Europy Juniorów na Żużlu 1980
Indywidualne Mistrzostwa Europy Juniorów na Żużlu 1980 – cykl turniejów żużlowych mających wyłonić najlepszych żużlowców do lat 23 na świecie. Tytuł wywalczył Duńczyk Tommy Knudsen. Oficjalnie zawody rozegrane zostały pod szyldem indywidualnych mistrzostw Europy juniorów.

## Finał
- 20 lipca 1980 r. (niedziela),  Pocking - Stadion Rottalstadion

| Msc. | Zawodnik           | Kraj              | Pkt   |             |  |
| ---- | ------------------ | ----------------- | ----- | ----------- |  |
| 1    | Tommy Knudsen      | Dania             | 14    | (3,3,2,3,3) |  |
| 2    | Tony Briggs        | Nowa Zelandia     | 12    | (3,3,2,2,2) |  |
| 3    | Dennis Sigalos     | Stany Zjednoczone | 11 +3 | (w,2,3,3,3) |  |
| 4    | Erik Gundersen     | Dania             | 11 +2 | (3,3,1,3,1) |  |
| 5    | Ari Koponen        | Finlandia         | 9     | (1,2,3,3,0) |  |
| 6    | Marek Kępa         | Polska            | 9     | (2,1,3,0,3) |  |
| 7    | Neil Evitts        | Wielka Brytania   | 8     | (2,2,1,2,2) |  |
| 8    | Nigel Flatman      | Wielka Brytania   | 8     | (0,3,2,1,2) |  |
| 9    | Antonín Kasper     | Czechosłowacja    | 6     | (1,0,3,2,1) |  |
| 10   | Josef Aigner       | RFN               | 6     | (u,0,1,2,3) |  |
| 11   | Lars Hammarberg    | Szwecja           | 5     | (3,1,w,1,0) |  |
| 12   | Christian Brandt   | RFN               | 5     | (1,2,0,1,1) |  |
| 13   | Rif Saitgariejew   | ZSRR              | 5     | (1,1,1,0,2) |  |
| 14   | Hans Albert Klinge | Dania             | 4     | (1,2,0,0,1) |  |
| 15   | Mirosław Berliński | Polska            | 3     | (2,d,0,1,0) |  |
| 16   | Shawn Moran        | Stany Zjednoczone | 2     | (2,0,0,–,–) |  |
|      | rez. Zoltán Hajdu  | Węgry             | 0     | (u)         |  |